# Ложнодождевиковые
Ложнодождевико́вые, или Склероде́рмовые (лат. Sclerodermatáceae) — семейство грибов отдела базидиомицеты (Basidiomycota), представленное несколькими родами грибов, для которых характерно шарообразное плодовое тело с базидиями, неравномерно расположенными внутри, и глебой, после созревания гриба превращающейся в порошкообразную коричневато-чёрную массу. Все грибы данного семейства несъедобны или слабо-ядовиты.
Филогенетические исследования 2005 года позволили с уверенностью отнести грибы семейства Ложнодождевиковые к порядку Болетовые.

## Название
Название Sclerodermataceae Corda дано в 1842 г..
Наименование семейства Sclerodermataceae происходит от греч. σκληρός (scleros), твёрдый, жёсткий, и греч. δέρμα (derma), кожа.

## Морфология
Плодовые тела у зрелых грибов наземные или полуподземные, изредка — подземные, шаровидные, сидячие или с ложной ножкой.
Перидий однослойный, реже — двухслойный, толстый или тонкий, у зрелый грибов плотный или ломкий, иногда студенистый, при созревании плодового тела разрывающийся на верхушке или раскрывающийся лопастями.
Глеба у молодых грибов плотная, иногда жёсткая, и отчётливо разделена на части стерильными участками-трамами, которые у зрелых грибов постепенно разрушаются; у молодых грибов белая или коричневатая, у зрелых грибов коричневая и наконец порошковидная. Капиллиций отсутствует или рудиментарный.
Споры крупные, округлые, бурые, толстостенные, неамилоидные, нецианофильные, гладкие или с шипами и/или сетчатым орнаментом. Базидии от булавовидных до грушевидных, с 2—8 стеригмами.

## Экология
Ложнодождевиковые широко распространены в умеренных, субтропических и тропических районах земного шара. Растут на почве или гниющей древесине, на песке, представители родов Pisolithus, Calostoma и Scleroderma как правило образуют микоризу с растениями.

## Классификация
В семейство входят роды:
- Красноустка (Calostoma)
- Ложнодождевик (Scleroderma)
- Пизолитус (Pisolithus)
- Тремеллогастер (Tremellogaster)
- Хлорогастер (Chlorogaster)[3]
- Хоракиелла (Horakiella)
- Diplocystis[4]

Монотипный австралийский род Фавиллея (Favillea), также включаемый в семейство ложнодождевиковых, был предложен в 1849 г. шведским микологом Фрисом на основании некого, ныне утраченного материала. Единственный сохранивший образец, помеченный как Favillea (Favillea argillacea Fr. 1849), был позднее идентифицирован как ложнодождевик Scleroderma umbrinum Cooke & Massee.

## Галерея

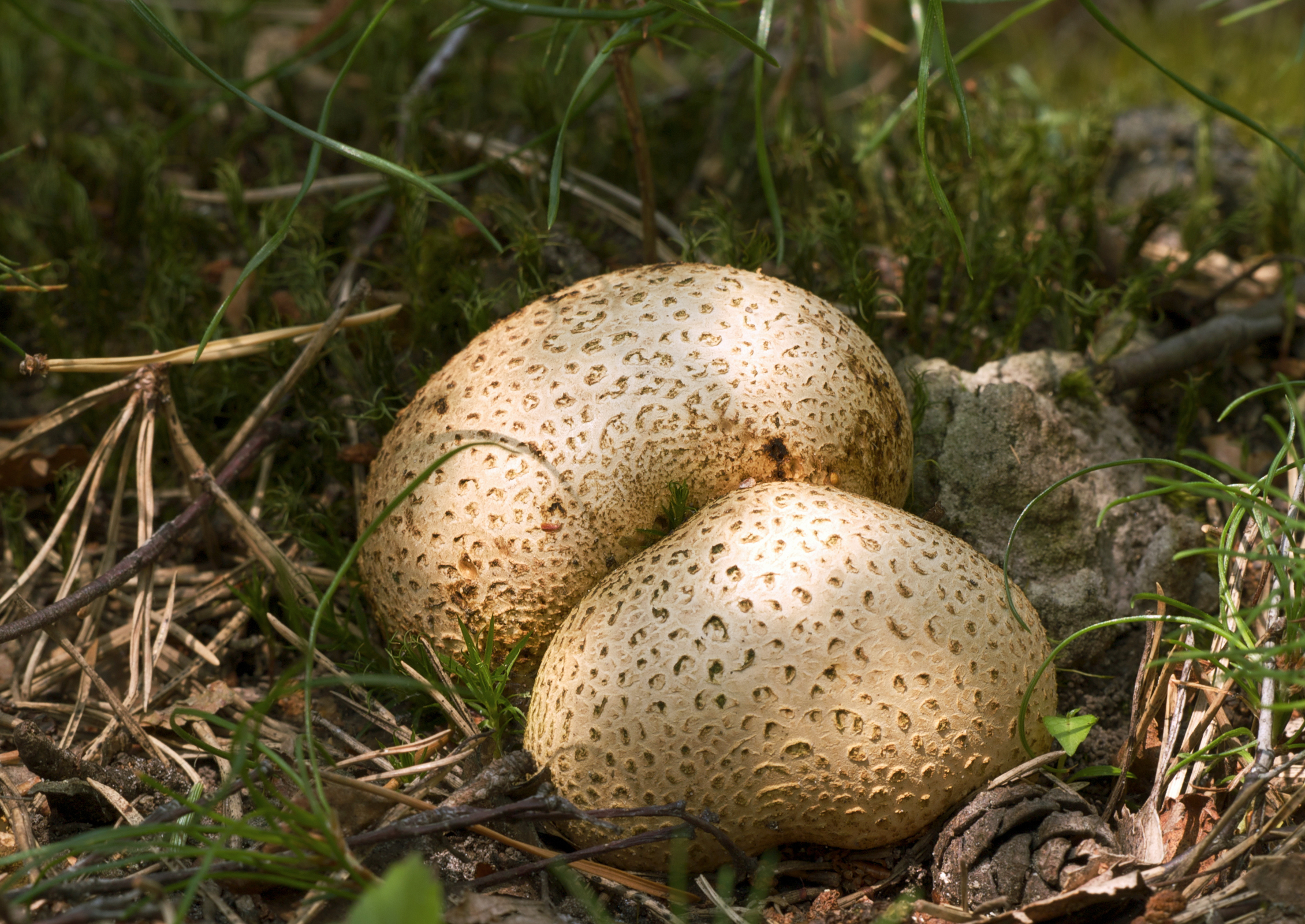
Ложнодождевик обыкновенный
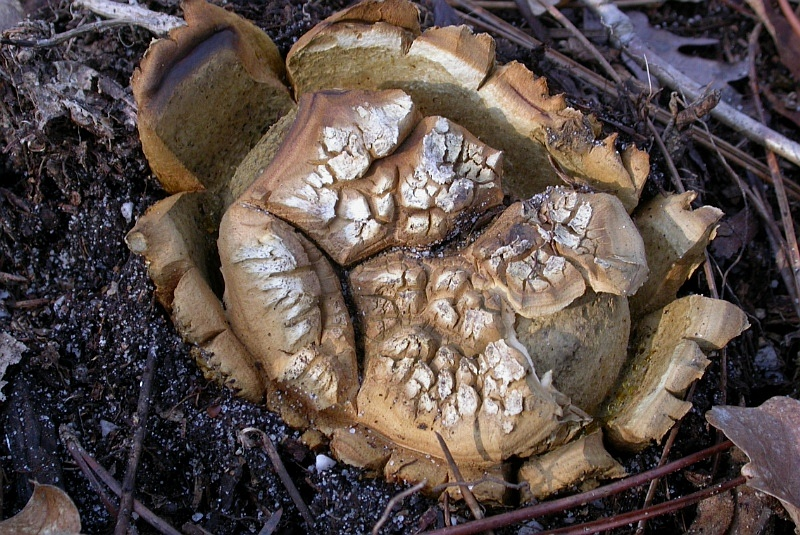
Ложнодождевик звёздчатый
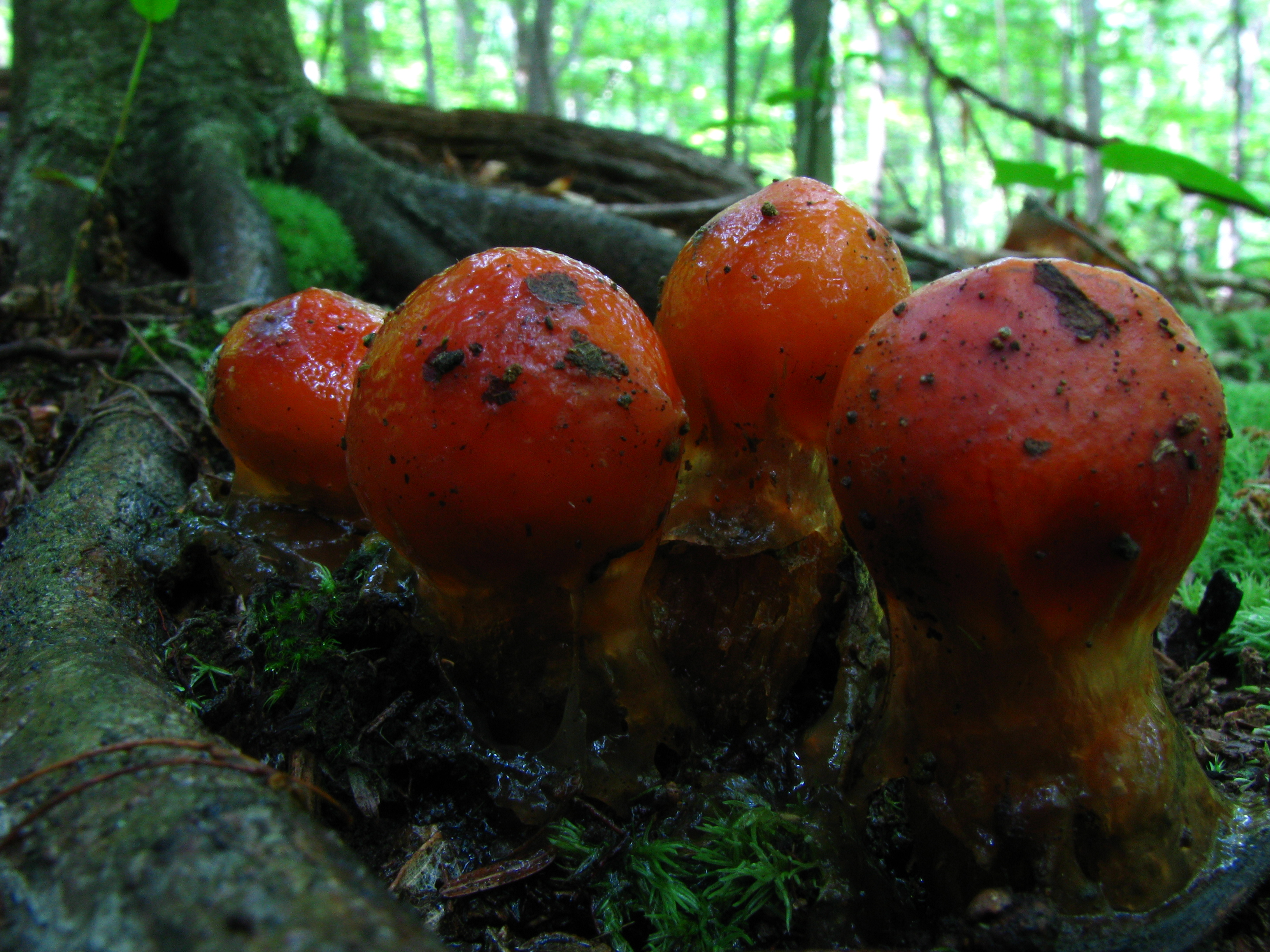
Красноустка киноварно-красная
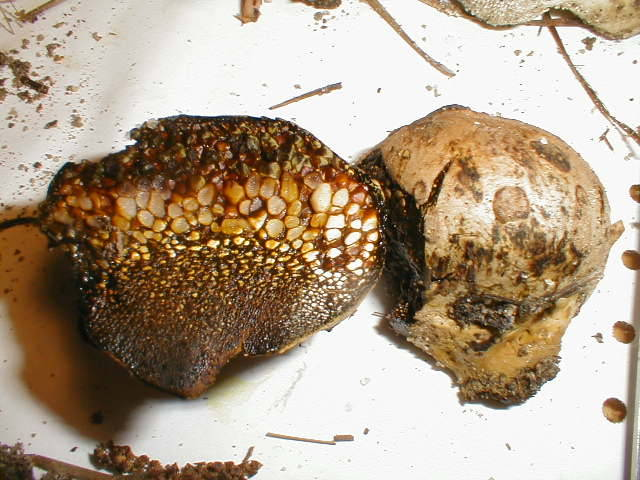
Пизолитус красильный